# Love in the Hills (film 1911)
Love in the Hills è un cortometraggio muto del 1911. Il nome del regista non viene riportato.

## Produzione
Il film fu prodotto dalla Essanay Film Manufacturing Company

## Distribuzione
Distribuito dalla General Film Company, il film uscì nelle sale cinematografiche USA l'8 agosto 1911.